# 愛爾蘭國家的名稱

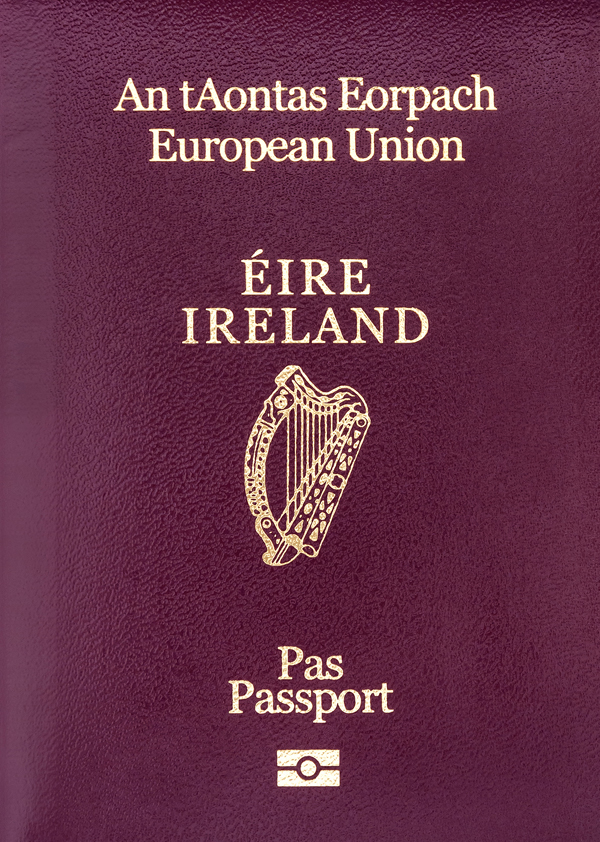
愛爾蘭護照上用兩種官方文字顯示其名稱。

現時官方名為愛爾蘭的國家有不同的名稱，該國佔了愛爾蘭島約六分之五的面積。而聯合王國的其中一個組成部分北愛爾蘭則佔了該島的剩餘土地。當該國於1922年立國時，它的國號為「愛爾蘭自由邦」。在1937年它頒佈了新憲法，該憲法稱整個愛爾蘭島都是它的領土，並改國號為「愛爾蘭」。在1949年，它把國家改成共和政體，並指可以描述它為「愛爾蘭共和国」，但仍保留「愛爾蘭」為它的官方名稱。
「愛爾蘭共和國」（Republic of Ireland）、「ROI」、「共和國」（the Republic）或「南方」（the South）經常被用作稱呼該國，以識別該國和愛爾蘭島，或用於分辨它和北愛爾蘭（「NI」或「北方」）。有些愛爾蘭共和主張者會避免稱該國為「愛爾蘭」，因為他們認為這個稱呼是分割主義的。

## 憲法名稱
於1937年頒佈的愛爾蘭憲法的第四條定明，「國家的名稱是『愛爾蘭』，在英語則是『Ireland』」。所以，愛爾蘭國家有兩個官方名稱，分別為愛爾蘭語的和英語的「Ireland」。在國際條約或法律文件等的官方場合，如果文件的文字為英語，愛爾蘭政府用「Ireland」自稱，在愛爾蘭語文件則使用「Éire」。相似地，在官方機構和職位中亦使用此名稱，例如愛爾蘭有「愛爾蘭總統」和《愛爾蘭憲法》。「愛爾蘭」這個名稱亦用於該國與其他國家的外交關係、聯合國、歐盟、 歐洲委員會、國際貨幣基金組織和經濟合作暨發展組織中。

## 法律描述

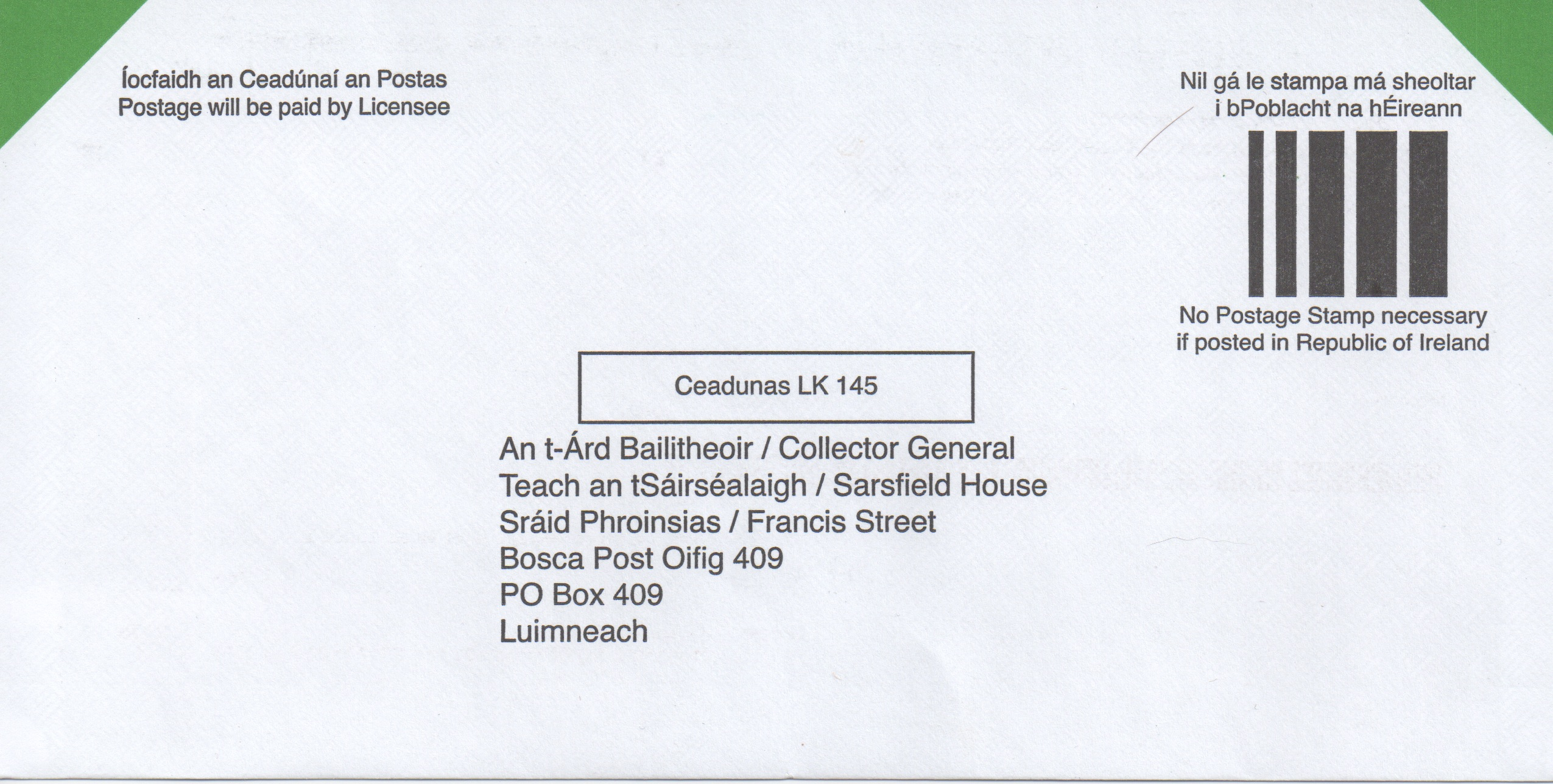
爱尔兰税务局的信封，寫著「愛爾蘭共和國內無需郵票」

自1949年愛爾蘭共和法案起，「愛爾蘭共和國」是該國在法律上的描述。但是，「愛爾蘭」仍是它在憲法中的國號。
在正常情况下，會使用憲法中的名稱「愛爾蘭」。但是，在需要分辨島和國家時，便會使用「愛爾蘭共和國」的描述。
描述和名稱之間的區別仍然重要，因為該法案不是修憲，所以並沒有更改國家的實際名稱。如果法案修改國號，便會違憲。描述和名稱之間的區別有時會令人混淆。愛爾蘭總理約翰·阿洛伊修斯·科斯特洛頒佈了以下解釋兩者分別的條文：
如果我說我的名是科斯特洛而我的描述是資深大律師，我覺得對作有想知道的人來說都十分清楚⋯⋯［相似地，國家的］名稱在愛爾蘭語是「Éire」而在英語中是「Ireland」。它的描述在英語中是「the Republic of Ireland」（愛爾蘭共和国）。
很多國家都把「共和国」加入它們國家的名稱中，例如「法蘭西共和國」和「意大利共和國」。但是其他共和國，例如匈牙利和愛爾蘭則選擇不加入「共和国」進它們的國號中。

## 歐洲聯盟
愛爾蘭於1973年加入歐洲經濟共同體（現時的歐盟）。它的條約使用當時所有歐盟的條約用語言，包括愛爾蘭語和英語，所以愛爾蘭以「Éire」和「Ireland」加入歐盟。在2007年1月1日，愛爾蘭語成為歐盟其中一種工作語言。這改變並沒有更改愛爾蘭在歐盟中的名字，只是例如在召開會議時，愛爾蘭代表的名牌會由「Ireland」變成「Éire – Ireland」。
在歐盟所有刊物中，所有國家的名字都被要求以簡寫代表。它的風格指南指愛爾蘭的官方名稱是「Éire」和「Ireland'」，它的官方英文名是「Ireland」，而國家代碼是「IE」，舊簡寫是「IRL」。它亦指「不要使用『愛爾蘭共和國』和『愛爾蘭［的］共和國』（英語：Irish Republic）」。

## 歷史名稱

### 遠古
《四大家史冊》形容了愛爾蘭在遠古時代的名稱。
- 在巴弗諾（英语：Partholón）、落捫地（英语：Nemed）、方摩利人和弗摩爾族時代，該島有數個名稱：
  - 「Inis Ealga」，指「尊貴」或 「優秀的島」。拉丁文翻譯為。
  - 「Fiodh-Inis」，指 「木島」。拉丁文翻譯為。
  - 「Crioch Fuinidh」，指「最後」或「偏遠領域」。拉丁文翻譯為。
- 「Inisfail」指「命運之島」，拉丁文為「Inisfalia」或「Insula Fatalis」。圖哈德達南人用這個名稱，所以由此「Fál」就成為了愛爾蘭島的古名，而「Lia Fáil」本來的意思是「命運之石」，但因此便解作「愛爾蘭之石（英语：Lia Fáil）」。19和20世紀初的愛爾蘭愛情詩和民族主義的詩詞中，「Inisfail」變成了「Erin（英语：Erin）」的同義詞，例如奧布里·托馬斯·德維爾（英语：Aubrey Thomas de Vere）於1863年作的詩《Inisfail》。
- 「Ériu」、「Banba」和「Fódla」是由圖哈德達南三個女王分別為島命名。
- 「Ierne」是由不同古希臘作者所用。學者認為，阿爾戈英雄在詩中經過「Neson Iernida」（Island Iernis）時是指愛爾蘭島，所以於公元1000年前已提及該島。
- 「Insula Sacra」或「Sacred Isle」是由數位古羅馬作者使用，因為它是德魯伊教的根據地。
- 「Ogygia（英语：Ogygia）」，意為「最遠古之地」有可能是指愛爾蘭，由普魯塔克使用。
- 「希伯尼亞」最初由凱撒使用，意為英倫諸島，在古羅馬人中流行。明代《坤輿萬國全圖》稱愛爾蘭島為「喜百泥亞」。其他名字包括「Juverna」、「Juvernia」、「Ouvernia」、「Ibernia」、「Ierna」和「Vernia」。克勞狄烏斯·托勒密叫它為「Iouernia」或「Ivernia」。
- 「Scotia（英语：Scotia）」或「蘇格蘭人之地」由不同古羅馬和拉丁文作者使用，認為來自愛爾蘭的入侵者是蓋爾人。聖博德叫愛爾蘭人「Scot（英语：Scoti）」，而在第6世紀，聖伊西多爾和吉爾達斯都叫愛爾蘭作「Scotia」。這個字直至11世紀前是只用作稱呼愛爾蘭，直到現代蘇格蘭被稱為「Scotia」，但是直到16世紀仍有很多拉丁文作者繼續以「Scotia」代表愛爾蘭。由12至16世紀，不同的學者為了分辨愛爾蘭和蘇格蘭，便使用「Scotia Vetus」來指愛爾蘭，「Scotia Major」指蘇格蘭，意思分別為「舊 Scotia」或「大 Scotia」指愛爾蘭；「小 Scotia」指蘇格蘭。
- 「Insula Sanctorum」，指「聖人之島」和「Insula Docturum」指「學習者之島」由拉丁文作者使用，所以現今的愛爾蘭在詩詞中會被稱為「聖人與學者之地」。

### 1919年前
在諾曼人入侵後，愛爾蘭被稱為「愛爾蘭之王」（拉丁語：Dominus Hiberniae）。在1171至1541年間叫愛爾蘭領地，1541至1800年叫愛爾蘭王國。從1801至1922年，它是大不列顛及愛爾蘭聯合王國的一部分。

### 愛爾蘭［的］共和國（1919-22）
在英文，於1919年宣佈成立的國家叫「Irish Republic」（愛爾蘭［的］共和國）或有時作「Republic of Ireland」（愛爾蘭共和國）。基於兩個愛爾蘭語「共和國」的翻譯，兩個愛爾蘭文的名字便被採用：「Poblacht na hÉireann」和「Saorstát Éireann」。「Poblacht」是由愛爾蘭文「pobal」演化出來，而本身由拉丁文「populus」衍生。「Saorstát」是由兩個愛爾蘭語字「saor」（自由）和「stát」（國家）組成。
在1916年《復活節宣言》時使用的國名為「Poblacht na hÉireann」。但是，在1919年《愛爾蘭獨立宣言》和其他文件時則使用了「Saorstát Éireann」。此國名的另一版本「Saorstát na hÉireann」和拉丁文「Respublica Hibernica」有時會被使用。

### 南愛爾蘭（1921–22）
南愛爾蘭是聯合王國給予自治區的官方名字。它是由1920愛爾蘭政府法案於1921年5月3日建立的，地域與現時的愛爾蘭國家相同。
但是，政治動盪和持續的戰爭使它從來沒有被實行，所以於1922年12月6日被愛爾蘭自由邦取代。「南愛爾蘭」一詞並無法律地位，但這個稱呼尤其是在英國的口語中仍然常用。

### 愛爾蘭自由邦（1922–37）
在英愛條約的談判其間，愛爾蘭政治家認為新國家應稱為一個共和國，所以認為它應叫「愛爾蘭共和國」或「愛爾蘭［的］共和國」。但是，英國政府拒絕成立一個共和國，因為此舉會使由此成立的國家和英國王位脫離關係，以及令其脫離大英帝國。最後，雙方同意新國家成立為英聯邦內的自治領。
因為之前的愛爾蘭［的］共和國的愛爾蘭語名為「Saorstát Éireann」，所以新國家的名稱取其字面意思為「愛爾蘭自由邦」，而不是「愛爾蘭［的］共和國」 。在自由邦成立後，愛爾蘭政府在英文和愛爾蘭語中，都會使用「Saorstát Éireann」來稱呼國家。雖然「Éire」在當時並非該國的正式名稱，但是當時的郵票亦會使用該名稱。現時愛爾蘭郵票仍跟隨這慣例。即使1981年愛爾蘭郵政及電報部推薦「Ireland」和「Éire」並用於郵票上，但愛爾蘭總理部否決了該建議，原因是「對憲法和政治構成影響」。
由於愛爾蘭自由邦並非一個共和國，1922年起「saorstát」一字便在停止了在愛爾蘭語中譯為「共和國」。在1949年「愛爾蘭共和國」成為該國的法定描述時，愛爾蘭語為「Poblacht na hÉireann」而不是「Saorstát Éireann」。

### 「愛爾蘭」（Éire，自1937年起的愛爾蘭語名稱）
《愛爾蘭憲法》第四條賦予該國在愛爾蘭語中「Éire」和英語中「Ireland」兩個官方名字，而兩者是對方的直接翻譯。自從1937年起，「Éire」甚至會用於英語當中。1937年5月當埃蒙·迪·華理拉向國會憲法委員會展示憲法草案時，第四條只是「國家的名稱是『Éire』」（The name of the State is Éire），並沒有英語「Ireland」一詞。在野黨立即提議在英文版中使用「Ireland」一詞，指「Ireland」是該國在歐洲各國中的通稱，北愛爾蘭可能會因此可採用「Ireland」一詞，以及此舉把國和島分開。作為回應，華理拉指愛爾蘭文版本才是基礎文本，以及指「Éire」一詞可因此在英語中使用。但是，他指他對此問題「並無強烈的意見」，以及他同意「在英語中國家的名稱為『Ireland』」。
此後，《愛爾蘭憲法》第四條更改為「國家的名稱是『Éire』，在英文中是『Ireland』」。在幾乎無需辯論下，這一條便成為該國的法律。
「Éire」是在該國國家象徵上唯一使用的名稱，例如在愛爾蘭總統徽章、愛爾蘭郵票及在愛爾蘭歐元硬幣上。但是，部份愛爾蘭人不認同在英語中使用「Eire」一詞。
歷史上，「Eire」亦被用作不同愛爾蘭組織中的英語名稱中，用以代表國家。例如愛爾蘭業餘體育聯合會在1938年把英語名稱由「Irish Amateur Athletic Union」改為「Amateur Athletic Union of Eire」，並在國際田徑聯會上以「Eire」名稱登記。1967年，愛爾蘭業餘體育聯合會與全國運動和自行車運動協會合併，成立愛爾蘭田徑委員會（Bord Lúthchleas na hÉireann），要求把國家名稱登記改回為「Ireland」。申請於1981年批准。

## 簡寫
在國際標準化組織的ISO 3166下，愛爾蘭的兩個字簡寫為「IE」，而三個字簡寫為「IRL」。「IE」簡寫是該國國碼域名是「.ie」的原因。「IRL」簡寫用於愛爾蘭駕駛執照、護照和愛爾蘭歐盟車牌上。在芝加哥國際民用航空公約下，在愛爾蘭登記的飛機的國籍標誌是「EI」，但此簡稱和該國的名稱無關，例如該公約亦賦予比利時（荷蘭語：België）簡稱「EG」和荷蘭（荷蘭語：Nederland）簡稱「EH」。

## 其他名稱
各種各樣的名稱亦用於愛爾蘭國家。有時使用其他名稱的原因是為了不把國家與島混淆，其他名稱是因為政治原因政治原因而產生。
官方描述「愛爾蘭共和國」有時被當作國號使用，特別是該國國家足球隊作賽時是以「愛爾蘭共和國」作賽。這是因為由1882至1950年，該國的國家足球隊是由愛爾蘭足球協會組織的。在立國後，新的愛爾蘭自由邦足球協會組織只代表新成立的愛爾蘭國家。此後，愛爾蘭足球協會變成只在北愛爾蘭組織足球，變成北愛爾蘭足球協會，但是兩個協會都以「愛爾蘭」之名來組織足球隊伍。儘管兩者都向國際足協抗議，但最後裁定兩者都不可以用「愛爾蘭」之名作賽。所以現時兩隊分別以「愛爾蘭共和國」和「北愛爾蘭」參加賽事。
「愛爾蘭［的］共和國」（英語：Irish Republic）是在英國常用的稱呼，但是在愛爾蘭國內則會引起反感，因為此詞用於代表1919年第一屆愛爾蘭國會成立的愛爾蘭共和國。在官方場合外，「ROI」（「Republic of Ireland」的縮寫）、「共和國」（the Republic）和「南方」（the South）亦為常用。
愛爾蘭共和主張者和其他反愛爾蘭分割的人會以「26郡」（英語：26 Counties）來稱呼該國，「6郡」（6 Counties）來稱呼北愛爾蘭。他們亦會基於1937年前的國家而使用「自由邦」一詞。
英國報刊《旁觀者》於1921年提議以「南愛爾蘭聯邦」（Southern Irish Commonwealth）和「南愛爾蘭共和」（Southern Irish Republic）來稱呼該國，但這些名稱並未有被廣泛使用。

## 分辨島和國家
因為只用「愛爾蘭」一詞含糊，現時愛爾蘭政府的慣例是使用「愛爾蘭島」來指整個島，「國家」來指國。在憲法第2和第3條修改前的數十年，「愛爾蘭（32郡）」和「愛爾蘭（25郡）」亦有官方使用。
來自北愛爾蘭的貨品可以在共和國內被稱為「愛爾蘭的」（Irish）或「愛爾蘭製造」（made in Ireland），而有些消費者認為此做法有誤導成份。私人機構國家乳品會於2009年創造了一個「愛爾蘭共和國制造」標誌，而愛爾蘭食物局有分明的「愛爾蘭」、「北愛爾蘭」和「愛爾蘭及北愛爾蘭」標誌，而「愛爾蘭」標誌則使用了愛爾蘭國旗三色和文字。保證愛爾蘭製造標誌主要由共和國內的公司使用，但是北愛爾蘭亦有一家公司使用該標誌。

## 註解
1. ↑  有辯論討論究竟三色應用於國家，還是整個島。